# 双樹会
双樹会（もろきかい）、一般社団法人双樹會教育研究所（もろきかいきょういくけんきゅうじょ）は、港区三田にある学習塾。
公式にプラットフォームを持つなどはしていない。

## 概要
小林湖人が創業した。
若葉会幼稚園、松濤幼稚園、枝光会附属幼稚園と関係にある他、慶應義塾幼稚舎との関係（厳密には加藤三明舎長との関係）も報じられたことがある。少人数制。1ヶ月間に及ぶサマースクールや通常の授業を通じ、非認知能力や文化的な教養を育てるとともに、慶應義塾幼稚舎などへの受験ほか、中学高校受験の指導も行なっている。
関係者、卒業生に永山治、笹川陽平、杉山央はじめ、政治家、医者、実業家などの著名な人物が多く存在する。
主宰の小林湖人は安麻呂名義で作詞家もしており、加山雄三、かまやつひろし、五木ひろしらへの楽曲に詞を提供している。そのため、双樹会で使用されるオリジナルの楽曲は著名な音楽家らが携わることが多い。また、白洲次郎に天才の目をしていると評される。